# X (film, 2022)
X är en amerikansk skräckfilm från 2022. Filmen är regisserad av Ti West som också skrivit manus.
Filmen fick två uppföljare: Pearl och Maxxxine.

## Handling
Filmen utspelar sig 1979. En grupp unga filmmakare ska spela in en porrfilm på landsbygden i Texas. De blir ertappade av deras värdar, ett tillbakadraget äldre par. Det leder till att de tvingas kämpa för sina liv.

## Roller i urval
- Mia Goth – Maxine
- Jenna Ortega – Lorraine
- Kid Cudi – Jackson
- Brittany Snow – Bobby-Lynne
- Martin Henderson – Wayne